# Khu bảo tồn tự nhiên Đầm lầy Đỏ
Khu bảo tồn thiên nhiên đầm lầy Đỏ ( tiếng Ba Lan: Rezerwat przyrody Czerwone Bagno    ) là khu bảo tồn thiên nhiên với diện tích 11 629,75 ha nằm trong khu đô thị tự trị; Goniądz và Rajgród ở Podlaskie Voivodeship phía đông bắc Ba Lan . Khu bảo tồn nằm trong Vườn quốc gia Biebrza, có văn phòng tại Osowiec-Twierdza .

## Lịch sử
Ở trung Âu đã giữ lại hầu hết các khu vực nguyên bản của đầm lầy, vùng hoang dã và dân cư thưa thớt, gần như vắng vẻ. Ở lưu vực giữa của Biebrza, đã ở thời kỳ giữa 2 cuộc chiến tranh, có hai khu bảo tồn thiên nhiên là Đầm lầy đỏ và Perches, khu vực đã được mở rộng vào năm 1981, và quy mô của nó được tăng lên 629.75 ha vào năm 1911. Có những trục thường xuyên được gọi là cá rô và rừng sồi. Một người quảng bá cho các địa điểm này và nhà hoạt động bảo tồn các hệ sinh thái tự nhiên còn lại ở Ba Lan, giáo sư Simona Kossak, là tác giả của một chương trình phát sóng hàng ngày ( What hot ) trên "Radio Bialystok". Dự trữ hiện tại và các hoạt động của xã hội dẫn đến việc thành lập, vào năm 1989, của Công viên quốc gia Biebrza, được thành lập tại Osowiec-Twierdza.

## Hệ động vật
Đầm lầy đỏ, cách xa vùng tràn, vùng đất ngập nước và dòng chảy ven sông của dòng sông, Biebrza khác biệt về bản chất vì nó tạo ra các bãi lầy mọc đầy cây lùn, nơi cung cấp nơi trú ẩn tuyệt vời cho động vật, đặc biệt là loài móng guốc quý hiếm và được bảo vệ - nai sừng ( Alces alces ), và hươu đầm lầy ( Cervus elaphus ) và hươu nai ( Capreolus capreolus ). Nhiều bầy sói cũng cư trú trong khu bảo tồn. Ngoài ra, những địa điểm này là nơi ngủ và nơi làm tổ lý tưởng cho các loài chim: đại bàng đuôi trắng ( Haliaeetus albicilla ), đại bàng vàng ( Aquila chrysaetos ) và đại bàng đốm ít hơn ( Aquila pomarina ), chúng được bảo vệ rất nghiêm ngặt.

## Hệ thực vật
Một tài sản quý giá của Đầm lầy đỏ không chỉ là điều kiện môi trường sống tự nhiên cho động vật, mà còn là thảm thực vật độc đáo. Các loài thực vật được bảo vệ nghiêm ngặt bao gồm:
- Bạch dương (Betula humilis Schrank) - cây bụi đạt chiều cao 2 m
- Drosera rotundifolia (Drosera rotundifolia L.) - cây ăn thịt
- Peesularis sceptrum-carolinum )